# Friedrich Wilhelm Ferdinand von Raet zu Bögelskamp
Friedrich Wilhelm Ferdinand von Raet zu Bögelskamp (* 7. Juni 1763 auf Gut Bögelskamp, Denekamp heute Stadtteil von Dinkelland; † 30. September 1830 in Steinfurt) war ein Gräflicher Rat, Historiker und Archivar.

## Herkunft
Von Raet zu Bögelskamp war Herr auf dem Gut Bögelskamp im Kirchspiel Denekamp, Provinz Overijssel, wo er geboren wurde als Sohn von Johann Kaspar Joseph von Raet zu Bögelskamp (1715–1795), Kurkölnischer Kämmerer und Münsterischen Obristleutnant und seiner Ehefrau Juliane Wilhelmine von Bentinck zu Breckelkamp († 1761). Er heiratete Maria Franziska Sophia von Hasselhodt-Stockheim zu Rauschenburg bei Gescher (1769–1841). Ihr Sohn war der Kreisgerichtssekretär Friedrich von Raet in Hamm (1809–1872).

Das Gut Bögelskamp befand sich bis Ende des 16. Jahrhunderts als overysselsches Lehen im Besitz der Familie von Twickel zu Hengelo und kam dann über mehrere Stationen an den Freiherrn Alexander Wilhelm von Raet.

## Leben
Raet besuchte das Gymnasium in Münster und studierte an der dortigen Universität, später auch in Göttingen. Von 1790 bis 1795 war er Hofrat der Fürstlich Corveyischen Regierung, ging aber dann als Landrichter zu Ootmarsum nach Holland und wurde Verwalter des Drosten von Twente in Overijssel. In dieser Funktion war er Kommissar bei den jährlichen Bentheimischen Landtagen. Nach dem Regierungsantritt des Grafen Ludwig Wilhelm I. von Bentheim-Steinfurt wurde er gräflicher Rat und Archivar in dessen Diensten: „Zugleich ernannte ihn der Graf damals zum Assistenz-Rathe, um bei allen Kollegien, falls ein Glied derselben verhindert seyn sollte, zu assistiren, und das Archiv zu bearbeiten, mit einem Gehalte aus Gräfl. Kammer“. Außerdem war Raet adliger Assessor des Bentheimschen Hofgerichts. 1811 erhielt er die Stellung eines Stellvertretenden Friedensrichters im Kanton Steinfurt übertragen. Raet, der den Freiherrentitel führte, hat einige historische Veröffentlichungen hinterlassen. Am bedeutendsten sind seine 1805 in Burgsteinfurt erschienenen „Bentheim-Steinfurtischen, Lagischen, Overysselschen und sonstigen Beiträge zur Geschichte Westfalens“.

## Schriften
- Bentheim-Steinfurtische, Lagische, Oberysselsche und sonstige Beyträge zur Geschichte Westphalens, zugleich ein Versuch einer Provinzial-Geschichte der merkwürdigen Grafschaft Bentheim. Aus Urkunden und gleichartigen Nachrichten. Denhard, Burgsteinfurt 1805. 2 Bde. (Digitalisat).